# Chiadma

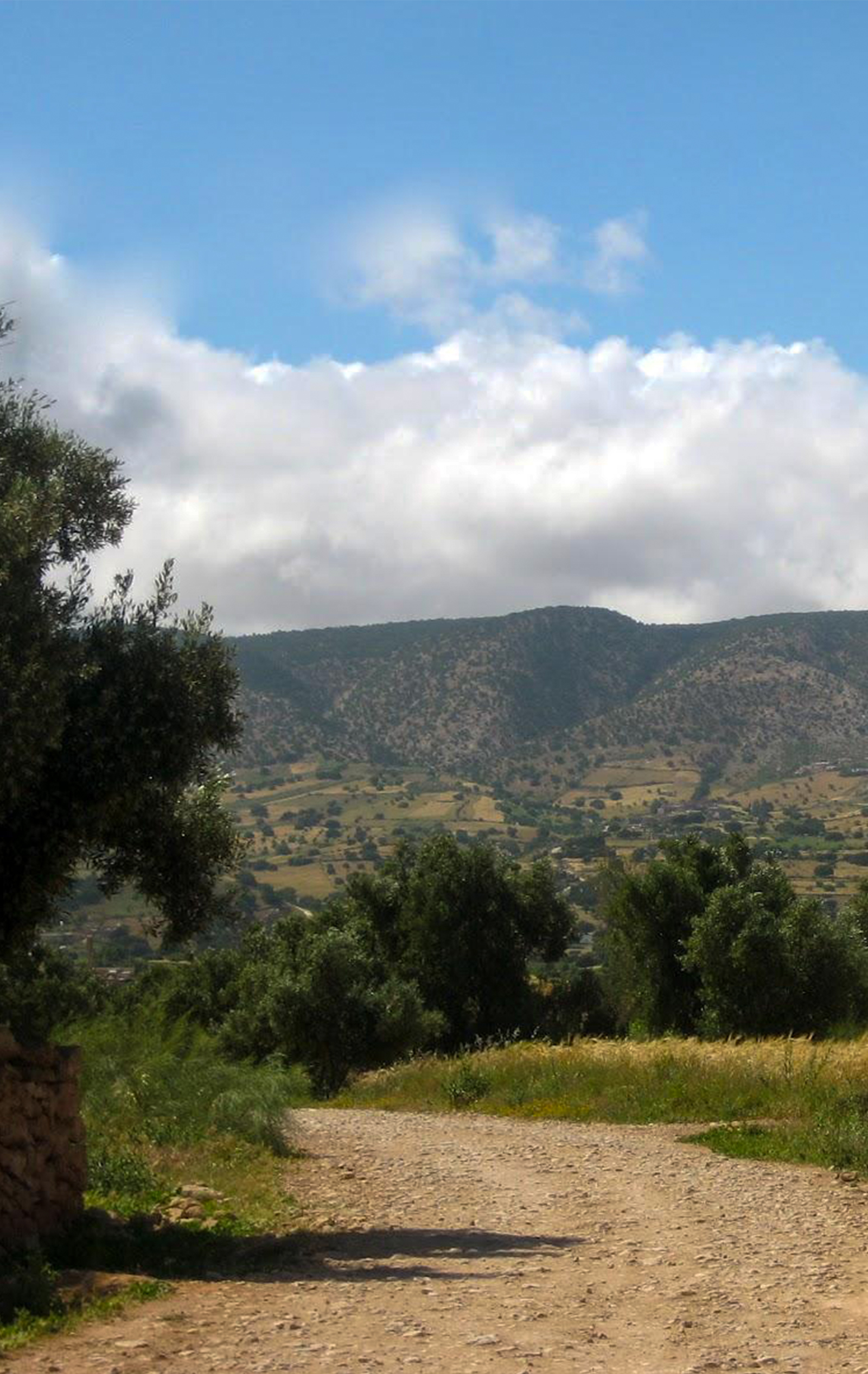
A região de Chiadma

A região de Chiadma (em árabe: الشياظمة), situada na costa atlântica de Marrocos, entre Safim e Essaouira, é conhecida pelas suas características culturais e geográficas específicas. É uma região caracterizada pela sua rica história e por uma paisagem única, abrangendo diversas comunidades e tradições.

## Origem
A tribo Chiadma, conhecida pelas suas ricas tradições culturais, tem as suas origens na Península Arábica. Historicamente, acredita-se que descende das antigas tribos árabes que migraram para várias regiões, incluindo o Norte da África. O povo Chiadma é reconhecido pelo seu forte sentido de identidade e tradição, que frequentemente dão destaque às suas raízes beduínas. São uma mistura de muitas tribos árabes, como os Banu Hilal, Banu Maqil e Jochem, e também têm raízes berberes, pro exemplo, nos Regraga e Heskala.

## Território
O território de Chiadma está dividido em duas regiões. A porção ocidental fica entre a montanha sagrada de Regraga (Djebel Hadid) e a planície costeira do Oceano Atlântico, no Sahel. Esta área é conhecida pelos seus marinheiros e pelos seus agricultores, que abastecem os mercado local com hortaliças, frutas e peixes. Na região oriental de Kabla, produz-se azeite, cereais e gado.

## Celebrações

### Regraga
Os Chiadma celebram anualmente uma peregrinação de 40 dias, a Regraga, na primavera. Durante essas semanas, os peregrinos visitam uma série de santuários locais, desde a foz do rio Tensift, ao sul de Safim, até os arredores ao norte das Montanhas do Alto Atlas, incluindo a própria cidade de Essaouira. São liderados por dois grupos na sua viagem de ida e volta, parando em cada santuário pelo caminho. Um grupo deve erguer em cada santuário uma tenda sagrada feita de fibras de palmeira de leque e tingida com hena; o outro grupo chega em procissão com um muqaddim (líder religioso) montado num cavalo branco.

### Laâroussa
Durante as secas ao redor de Essaouira, é tradicional levar para os campos um boneco branco decorado com flores brancas, chamado Laâroussa Chta (لعروسة شتى) em árabe: Laâroussa significa "a noiva no dia do seu casamento" e chta significa "chuva".